# Признак Шлёмильха
Признак Шлёмильха — признак сходимости числовых рядов с положительными членами, установленный Оскаром Шлёмильхом.

## Формулировка
Если существует такое {\displaystyle \delta >0}, что начиная с некоторого номера {\displaystyle n} выполняется неравенство:
{\displaystyle S_{n}=n\cdot \ln \left({\frac {a_{n}}{a_{n+1}}}\right)\geqslant 1+\delta ,}
то ряд {\displaystyle \sum _{n=1}^{\infty }a_{n}} сходится.
Если же {\displaystyle S_{n}\leqslant 1}, начиная с некоторого {\displaystyle n}, то ряд расходится.

## Формулировка в предельной форме
Если существует предел:
{\displaystyle S=\lim _{n\to \infty }S_{n}}
то при {\displaystyle S>1} ряд сходится, а при {\displaystyle S<1} — расходится.

Замечание. Если {\displaystyle S=1}, то признак Шлёмильха не даёт ответа на вопрос о сходимости ряда.

## Сравнение с признаком Раабе
Признак Шлёмильха позволяет установить сходимость некоторых рядов, для которых неприменим признак Раабе. Например, для ряда:
{\displaystyle \sum _{n=1}^{\infty }{\frac {4^{n-1}[(n-1)!]^{2}}{[(2n-1)!!]^{2}}}},
соотношение соседних членов:
{\displaystyle {\frac {a_{n}}{a_{n+1}}}={\frac {4^{n-1}[(n-1)!]^{2}}{[(2n-1)!!]^{2}}}\cdot {\frac {[(2n+1)!!]^{2}}{4^{n}[n!]^{2}}}={\frac {1}{4}}\cdot {\frac {(2n+1)^{2}}{n^{2}}}=1+{\frac {1}{n}}+{\frac {1}{4n^{2}}}};
признак Раабе для него даёт:
{\displaystyle R_{n}=1+{\frac {1}{4n}}\xrightarrow {n\to \infty } 1},
а признак Шлёмильха:
{\displaystyle S_{n}=n\cdot \ln \left(1+{\frac {1}{n}}+{\frac {1}{4n^{2}}}\right)\xrightarrow {n\to \infty } 0}
Аналогично, признак Бертрана также подтверждает сходимость этого ряда:
{\displaystyle B_{n}={\frac {\ln n}{4n}}\xrightarrow {n\to \infty } 0}.

## Пример неприменимости
Однако, признак Шлёмильха менее чувствителен, чем признак Бертрана. Например, он не позволяет установить сходимость ряда:
{\displaystyle \sum _{n=1}^{\infty }{\frac {(n-1)!\cdot (n+2)!}{[(n+1)!]^{2}}}}
Для него соотношение соседних членов:
{\displaystyle {\frac {a_{n}}{a_{n+1}}}={\frac {(n-1)!\cdot (n+2)!}{[(n+1)!]^{2}}}\cdot {\frac {[(n+2)!]^{2}}{n!\cdot (n+3)!}}={\frac {(n+2)^{2}}{n\cdot (n+3)}}=1+{\frac {n+4}{n^{2}+3n}}}
Признак Раабе для него даёт:
{\displaystyle R_{n}=n\cdot {\frac {n+4}{n^{2}+3n}}={\frac {n^{2}+4n}{n^{2}+3n}}\xrightarrow {n\to \infty } 1},
также, как и признак Шлёмильха:
{\displaystyle S_{n}=n\cdot \ln \left(1+{\frac {n+4}{n^{2}+3n}}\right)\xrightarrow {n\to \infty } 1}
С другой стороны, признак Бертрана однозначно указывает на сходимость этого ряда:
{\displaystyle B_{n}=\ln n\cdot \left({\frac {n^{2}+4n}{n^{2}+3n}}-1\right)={\frac {\ln n}{n+3}}\xrightarrow {n\to \infty } 0}.